# 小行星8448
小行星8448（8448 Belyakina）是一颗绕太阳运转的小行星，为主小行星带小行星。该小行星于1976年10月26日发现。

## 轨道参数
小行星8448的轨道半长轴为2.2662180 UA，离心率为0.061。